# Komenda Rejonu Uzupełnień Chełm

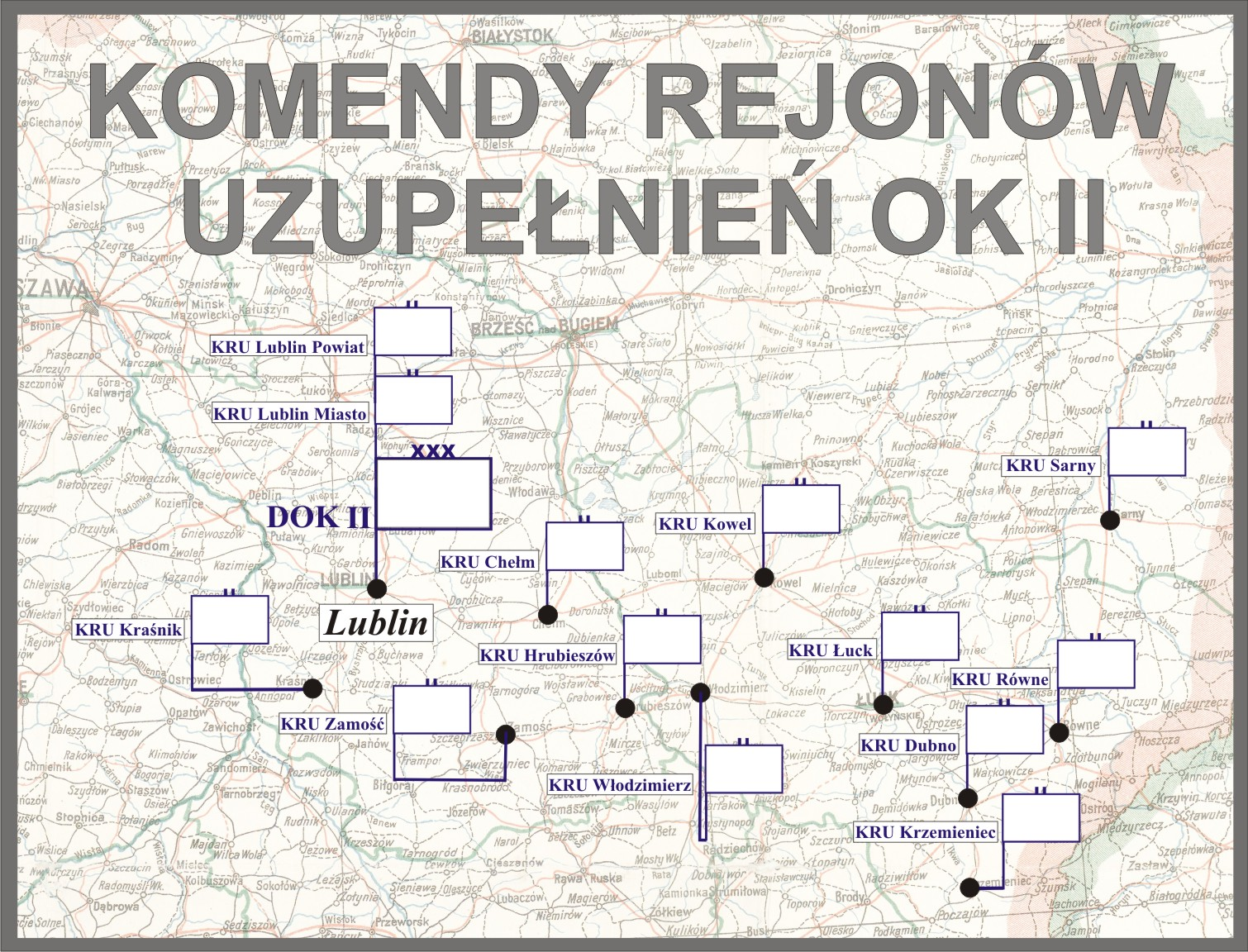
Komendy rejonów uzupełnień DOK II

Komenda Rejonu Uzupełnień Chełm (KRU Chełm) – organ wojskowy właściwy w sprawach uzupełnień Sił Zbrojnych II Rzeczypospolitej i administracji rezerw w powierzonym mu rejonie.

## Historia komendy
10 stycznia 1919 roku kierownik Ministerstwa Spraw Wojskowych pułkownik Jan Wroczyński ustanowił XXIII Powiatową Komendę Uzupełnień w Chełmie dla powiatów: chełmskiego, hrubieszowskiego, krasnostawskiego, zamojskiego, biłgorajskiego i tomaszowskiego. Wymienione powiaty zostały wyłączone z PKU Lublin III. XXIII PKU znajdowała się na terenie Okręgu Generalnego „Lublin” i podlegała Okręgowej Komendzie Uzupełnień w Lublinie.
8 lutego 1919 roku ze względu na zbytnią rozległość i utrudnione środki komunikacyjne minister spraw wojskowych ustanowił nową XXIII PKU w Chełmie dla powiatów: chełmskiego, hrubieszowskiego i krasnostawskiego oraz XXIV PKU w Zamościu dla powiatów: zamojskiego, biłgorajskiego i tomaszowskiego.
Komenda, jako władza zaciągowa pierwszej instancji realizowała zadania i wykonywała obowiązki wynikające z Tymczasowej ustawy o powszechnym obowiązku służby wojskowej, która weszła w życie 29 października 1918 roku. Ponadto komenda przejęła zadania dotychczasowych Głównych Urzędów Zaciągu do Wojska Polskiego w zakresie: przyjmowania zgłoszeń ochotników do wojska i agitacji werbunkowej, przyjmowanie podań o przyjęcie do wojska wnoszonych przez oficerów i żołnierzy byłych I, II i III Korpusów Polskich w Rosji oraz armii austriackiej, rosyjskiej i niemieckiej, przyjmowanie podań o przyjęcie do szkół podoficerskich i szkół podchorążych, a także przyjmowanie podań o przyjęcie na kursy żandarmerii.
Organami pomocniczymi i wykonawczymi PKU byli oficerowie ewidencyjni. Wspomniani oficerowie realizowali zadania PKU w powierzonym im powiecie. Każdy oficer ewidencyjny miał do pomocy jednego pisarza i jednego szeregowego (ordynansa kancelaryjnego).
W czerwcu 1921 roku PKU 7 pp Leg. była podporządkowana Dowództwu Okręgu Generalnego „Lublin” i obejmowała swoją właściwością powiaty: chełmski, hrubieszowski i krasnostawski.
15 listopada 1921 roku, po wprowadzeniu podziału kraju na dziesięć okręgów korpusów oraz wprowadzeniu pokojowej organizacji służby poborowej, dotychczasowa PKU 7 pp Leg. otrzymała nazwę „Powiatowa Komenda Uzupełnień Chełm” i została podporządkowana Dowództwu Okręgu Korpusu Nr II w Lublinie. Okręg poborowy PKU Chełm tworzyły powiaty: chełmski i lubartowski. Powiat lubartowski został wyłączony z PKU 23 pp w Lubartowie, natomiast powiat hrubieszowski został włączony do nowej PKU Hrubieszów zaś powiat krasnostawski do PKU Zamość.
Z dniem 1 czerwca 1922 roku została zlikwidowana gospoda inwalidzka przy PKU Chełm.
W marcu 1930 roku PKU Chełm była nadal podporządkowana DOK II w Lublinie i administrowała powiatami: chełmskim i lubartowskim. W grudniu tego roku komenda posiadała skład osobowy typ I.
Z dniem 1 grudnia 1934 roku minister spraw wojskowych wyłączył powiat lubartowski z PKU Chełm i przyłączył do PKU Lublin Powiat oraz wyłączył powiat krasnostawski z PKU Zamość i przyłączył do PKU Chełm.
1 lipca 1938 roku weszła w życie nowa organizacja służby uzupełnień, zgodnie z którą dotychczasowa PKU Chełm została przemianowana na Komendę Rejonu Uzupełnień Chełm przy czym nazwa ta zaczęła obowiązywać 1 września 1938 roku, z chwilą wejścia w życie ustawy z dnia 9 kwietnia 1938 roku o powszechnym obowiązku wojskowym. Obok wspomnianej ustawy i rozporządzeń wykonawczych do niej, działalność KRU Chełm normowały przepisy służbowe MSWojsk. D.D.O. L. 500/Org. Tjn. Organizacja służby uzupełnień na stopie pokojowej z 13 czerwca 1938 roku. Zgodnie z tymi przepisami komenda rejonu uzupełnień była organem wykonawczym służby uzupełnień .
Komendant rejonu uzupełnień w sprawach dotyczących uzupełnień Sił Zbrojnych i administracji rezerw podlegał bezpośrednio dowódcy Okręgu Korpusu Nr II, który był okręgowym organem kierowniczym służby uzupełnień. Rejon uzupełnień nie uległ zmianie i nadal obejmował powiaty: chełmski i krasnostawski.

## Obsada personalna
Komendanci
- ppłk Bolesław Szymański (od 15 I 1919)
- mjr jazdy Augustyn Skoryna[a] (1922[27])
- mjr piech. Oktawian Turski (1923[8] – II 1929 → dyspozycja dowódcy OK II[28])
- ppłk piech. Antoni Dubiński (III 1929[29] – 1939[30], †1940 Kijów)

Obsada personalna w styczniu 1919 roku
- komendant – ppłk Bolesław Szymański
- zastępca komendanta – b. podkapitan Ferdynand Trojnicki
- naczelnik kancelarii – b. por. Tadeusz Bielicki
- oficer gospodarczy – b. urzędnik wojskowy Leon Drążkowski
- oficer ewidencyjny w Chełmie – ppor. Marian Balicki
- oficer ewidencyjny w Hrubieszowie – b. por. Aleksander Esman
- oficer ewidencyjny w Zamościu – b. por. Eligiusz Winkler
- oficer ewidencyjny w Tomaszowie – b. chor. Władysław Szmidt
- oficer ewidencyjny w Biłgoraju – por. / rtm. tab. Eugeniusz Prus-Niewiadomski[b]

Obsada pozostałych stanowisk funkcyjnych PKU w latach 1921–1925
- I referent
  - mjr kanc. Ryszard Zakrzewski (IX 1924[35] – IX 1925[36] → komendant PKU Tarnów)
  - mjr piech. Piotr Tapper (od X 1925[37] – II 1926[38] → kierownik I referatu PKU Mołodeczno w Wilejce)
- II referent – urzędnik wojsk. X rangi / por. kanc. Aleksander I Dzierzek (do II 1926 → kierownik II referatu)
- oficer instrukcyjny
  - por. piech. Wawrzyniec Matys (I[39] – IV 1924[40] → 7 pp Leg.)
  - kpt. / mjr piech. Eugeniusz Józef Greszel (od IV 1924[40])
- oficer ewidencyjny na powiat chełmski
  - urzędnik wojsk. XI rangi Marian Józef Boos (od 1 VI 1923[41])
  - por. kanc. Ludwik Piotrowski (XII 1924[42] – VII 1925[43] → Kancelaria Sztabu DOK II)
- oficer ewidencyjny na powiat lubartowski
  - urzędnik wojsk. XI rangi Michał Jaśków (1923)
  - chor. Romuald Plewkiewicz[c] (od V 1925)

Obsada pozostałych stanowisk funkcyjnych PKU w latach 1926–1938
- kierownik I referatu administracji rezerw i zastępca komendanta
  - mjr piech. Ludwik Steinbach (IV[52] – XI 1928[53] → dyspozycja dowódcy OK II)
  - mjr piech. Feliks Kurnatowski (XI 1928[54] – III 1929[55] → dyspozycja dowódcy OK II)
  - mjr dypl. łącz. inż. Kazimierz II Jackowski (p.o. III[56] – 30 VI 1929 → stan spoczynku)
  - por. kanc. Antoni Korytyński[d] (do 1 VIII 1932 → praktyka u płatnika 7 pp Leg. w Chełmie[60])
  - kpt. piech. Piotr Łazowski (1932[61] – VI 1938 → kierownik I referatu)
- kierownik II referatu poborowego
  - por. kanc. Antoni Korytyński (II 1926 – ? → kierownik I referatu)
  - por. kanc. Edmund Prost[e] (do 15 IX 1932 → praktyka u płatnika 7 pp Leg. w Chełmie[60])
  - kpt. piech. Michał Podlewski (1932[61] – VI 1938 → kierownik II referatu)
- referent
  - por. kanc. Aleksander I Dzierzek (II 1926)
  - por. kanc. Edmund Prost (był w 1928)

Obsada pozostałych stanowisk funkcyjnych KRU w latach 1938–1939
- kierownik I referatu ewidencji – kpt. adm. (piech.) Piotr Łazowski[64] †1940 Katyń[65]
- kierownik II referatu uzupełnień – kpt. adm. (piech.) Michał Podlewski †1940 Charków[66]